# Гесснер, Губерт
Губерт Иоганн Гесснер (нем. Hubert Johann Gessner; 20 октября 1871[…], Валашске-Клобоуки[…] — 29 января 1943[…], Вена[…]) — австрийский архитектор.

## Биография
В 1885—1889 учился в немецкой промышленной школе в Брно. Затем продолжил обучение под руководством Отто Вагнера в Венской академии изобразительных искусств (1894—1898). Окончив академию в 1898—1899 работал в мастерской учителя.
После 1918 года Губерт Гесснер становится одним из ведущих архитекторов Вены. По его проектам возведены десятки общественных, промышленных и жилых зданий в городах Австрии, Чехии, нынешней Украины.
Его здания и доныне украшают города Австрии (Вена, Грац, Линц, Швехат, Леобен, Мёдлинг, Нойнкирхен, Глогниц и др.), Чехии (Брно, Кромержиж, Валашске-Клобоуки, Нови-Йичин, Опава) и — Черновцы на Украине.
Г. Гесснер — автор проекта Дирекции сберегательных касс в Черновцах (1900), в которой теперь размещен Черновицкий областной художественный музей. Нарядное сооружение стало ярким воплощением идей венской сецессии. Разработка этого проекта принесла архитектору настоящее признание в профессиональных кругах.
Архив Г. Гесснера, который хранила дочь архитектора Маргарете Слупетцки (Margaret Slupetzky), в настоящее время находится в графической коллекции музея Альбертина в Вене.

## Галерея

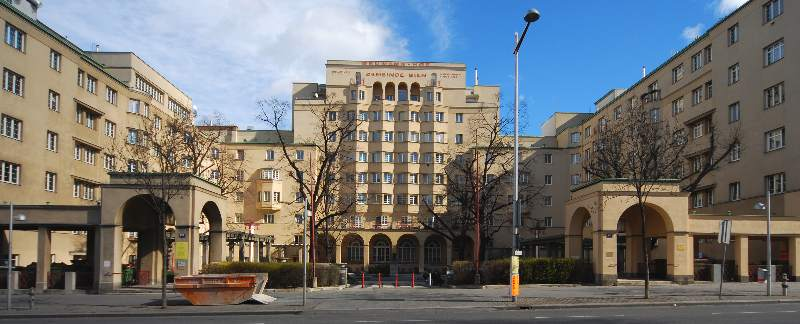
Общественное здание в Вене.
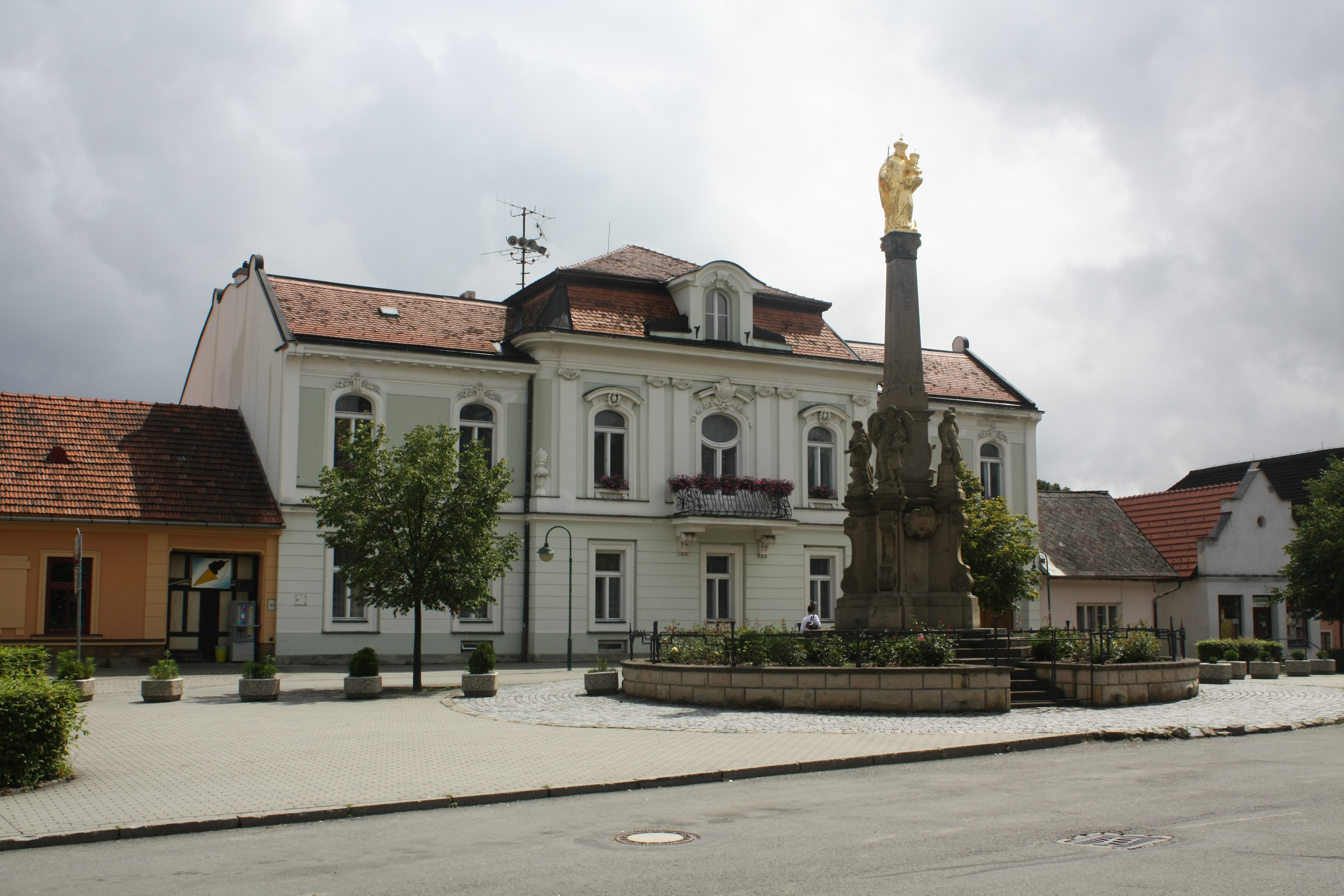
Городской магистрат в Валашске-Клобоуки.
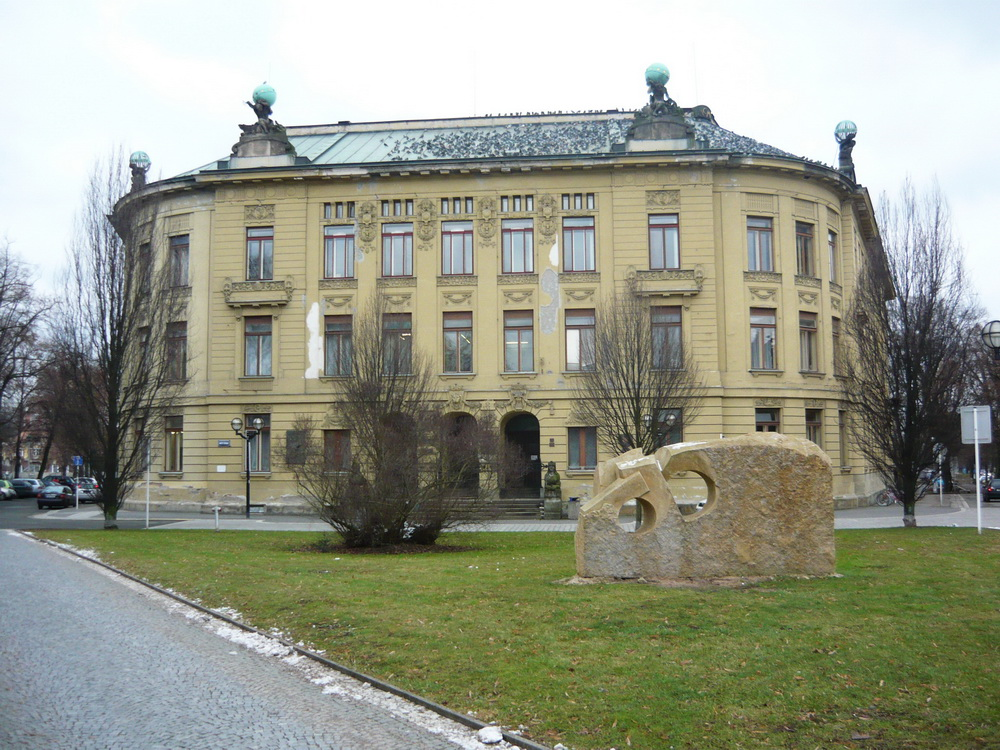
Бывшая Сберегательная касса (ныне деканат педагогического факультета Университета Градец-Кралове).
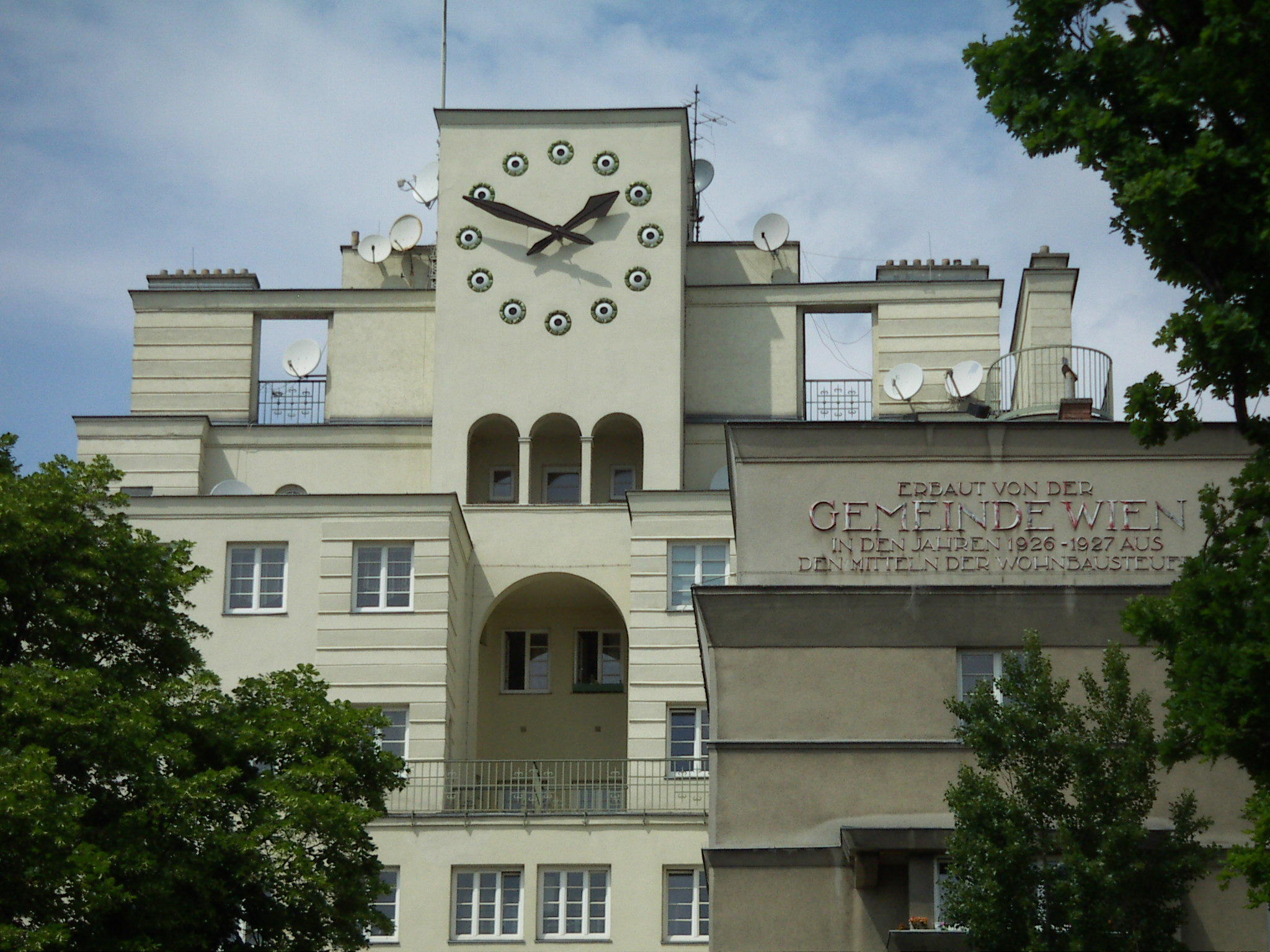
Карл-Зейц-Хоф